# جون هربرت (سياسي)
جون هربرت (بالإنجليزية: John Herbert)‏ هو سياسي بريطاني (وحمل سابقاً جنسية المملكة المتحدة لبريطانيا العظمى وأيرلندا)، ولد في 1895، وتوفي في 11 ديسمبر 1943. حزبياً، نشط في حزب المحافظين. وقد في 1934 Monmouth by-election ‏، انتخب عضو برلمان المملكة المتحدة الـ36 عن دائرة مونموث (14 يونيو 1934 – 25 أكتوبر 1935) وفي الانتخابات العامة في المملكة المتحدة 1935 ‏، انتخب عضو برلمان المملكة المتحدة الـ37 عن دائرة مونموث (14 نوفمبر 1935 – 1 يوليو 1939).